# Národní park Nockberge
Bývalý Národní park Nockberge (německy Nationalpark Nockberge) se nachází v rakouské spolkové zemi Korutany v pohoří Gurktalské Alpy, zvaném též Nockberge. Mezinárodní svaz ochrany přírody jej klasifikuje pouze jako chráněnou krajinnou oblast (kategorie V). V červenci 2012 bylo salcburské Lungau a přilehlé korutanské pohoří Nockberge vyhlášeno UNESCO jako biosférická rezervace.

## Historie

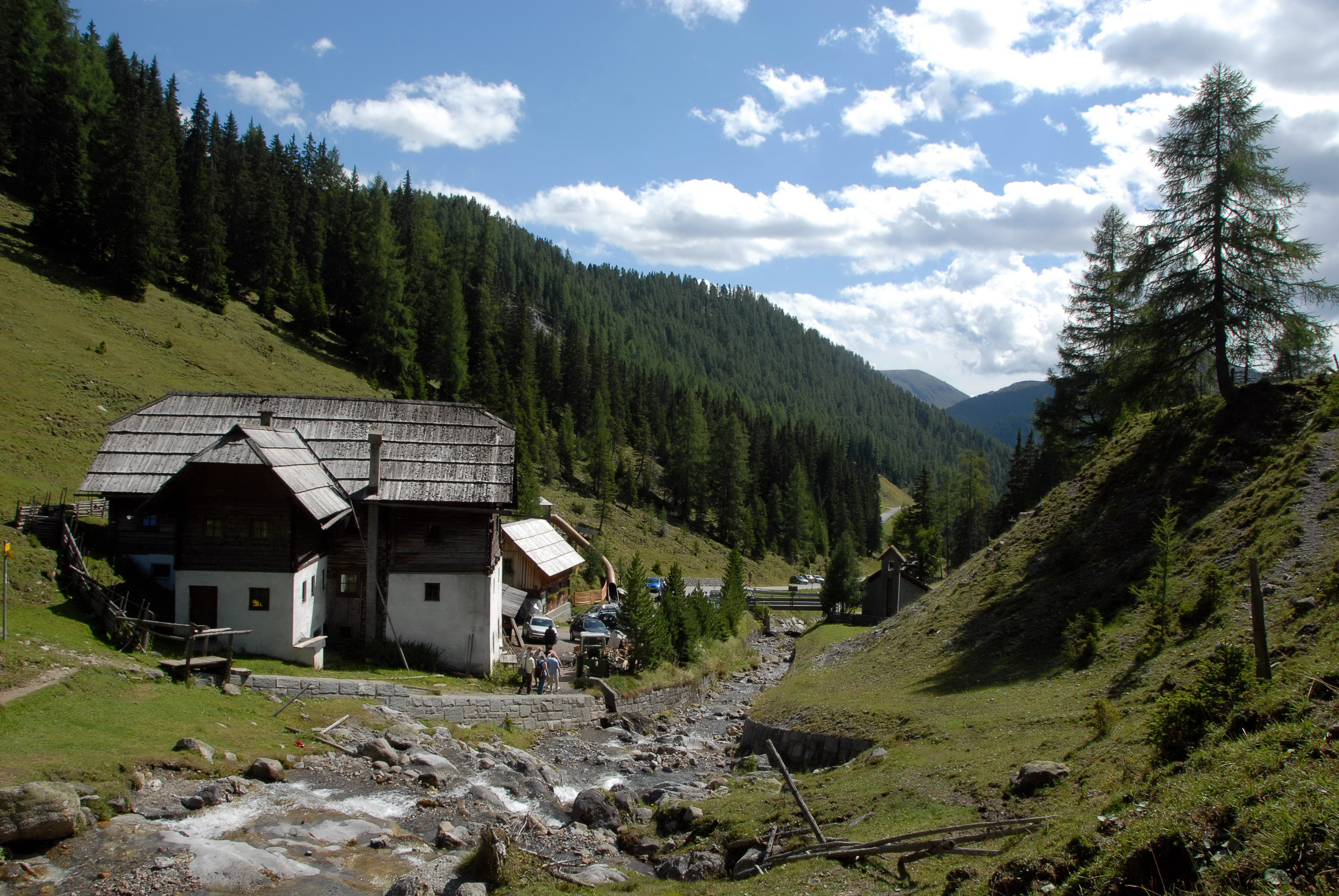
Karlbad

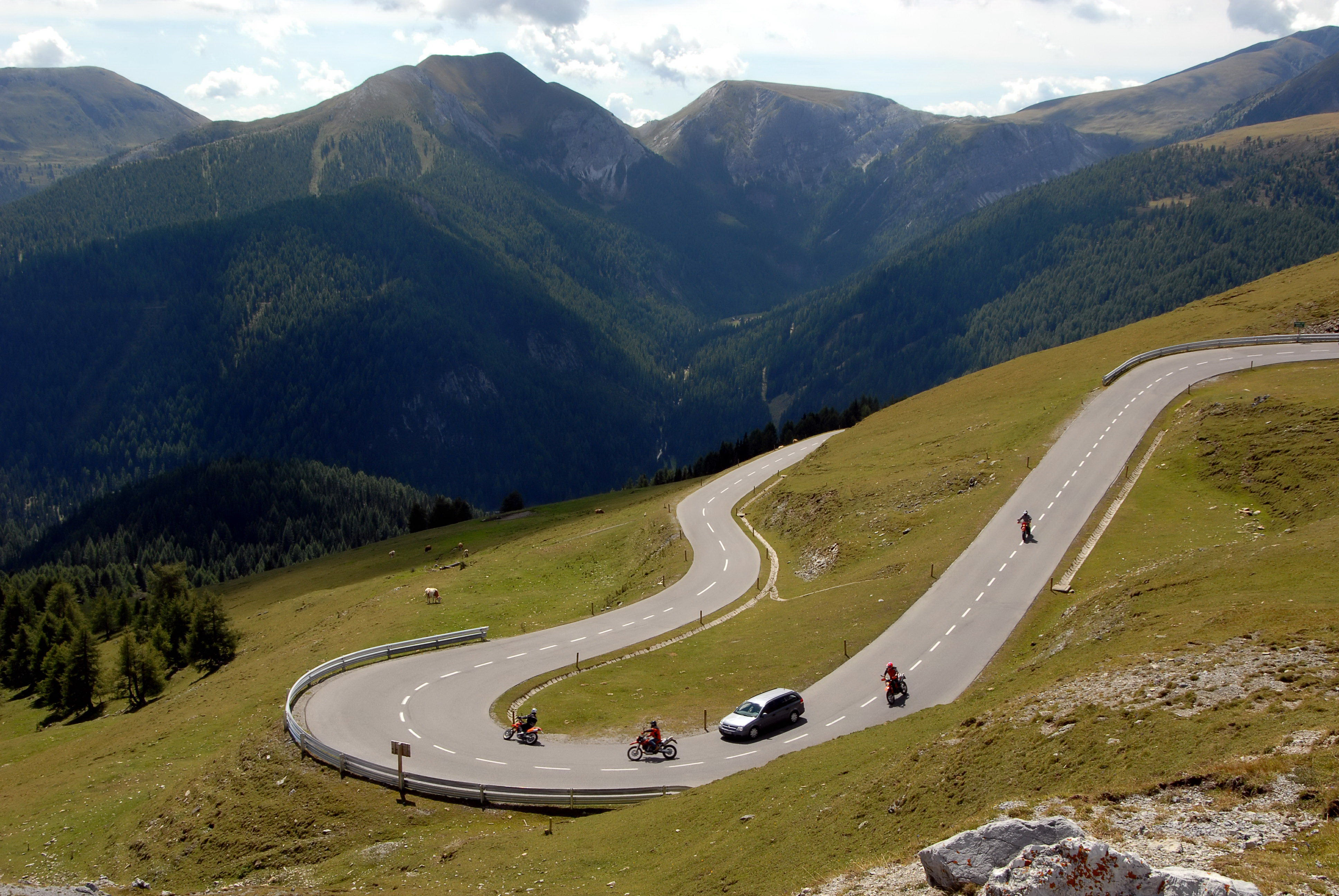
Nockalmstraße, silnice protínající národní park Nockberge

Na území dnešního národního parku byla od začátku 70. let plánována stavba lyžařského střediska. V letech 1979—1981 začala stavba plně asfaltované a zpoplatněné silnice Nockalmstrasse, která měla pohoří Nockberge zpřístupnit turistům.
Plány na přestavbu území, zahrnující například stavbu 18 lanovek a vleků či dvou hotelových vesnic s kapacitou 3000 nocležníků při nově vybudované silnici, se setkaly s nesouhlasem místního obyvatelstva. V anketě zřízené občany vyšlo najevo, že k 7. prosinci 1980 s těmito záměry nesouhlasilo 94 % hlasujících.
Národní park Nockberge byl pak zřízen 1. ledna 1987. Mezi roky 2004 a 2012 probíhaly přípravy na přeměnu národního parku Nockberge v biosférickou rezervaci.

## Geografie
Národní park Nockberge se nachází v severní části spolkové země Korutany, při hranicích se spolkovými zeměmi Salcbursko a Štýrsko. Západně od jeho území protéká řeka Lieser. Území národního parku spadá do obcí Krems in Kärnten, Bad Kleinkirchheim, Radenthein a Reichenau. Správa národního parku Nockberge sídlí v Ebene Reichenau.
Skrz národní park prochází silnice Nockalmstraße zkracující cestu z údolí řeky Lieser do údolí řeky Gurk. Vede z Innerkremsu do Ebene Reichenau, v nejvyšším místě dosahuje nadmořské výšky 2049 m.
Na území národního parku se též nachází venkovské lázně Karlbad.